# Sungchan
Jung Sung-chan (hangul: 정성찬 (); Gangnam-gu, Seúl, 13 de septiembre de 2001), mejor conocido simplemente como Sungchan, es un rapero y cantante surcoreano, conocido por haber sido miembro del grupo masculino surcoreano NCT y de su subunidad NCT U bajo SM Entertainment, y por ser miembro actual del grupo masculino surcoreano Riize bajo la misma compañía.

## Biografía
Sungchan nació el 13 de septiembre de 2001, en Gangnam-gu, Seúl, Corea del Sur. Tiene un hermano dos años mayor que él. Mientras asistía a la Guryong Elementary School, comenzó a jugar al fútbol, y continuó como delantero en el equipo escolar durante su tiempo en la Eonbuk Middle School. Más tarde asistió a la Chungdam High School.
Sungchan fue seleccionado en la calle por SM Entertainment y, aunque al principio no estaba seguro de aceptarla, decidió hacerlo cuando lo contactaron una segunda vez. Sintiéndose poco preparado para una audición, se inscribió en una academia de baile para mejorar sus habilidades. Finalmente, hizo una audición y fue aceptado como aprendiz en SM Entertainment. Sungchan entrenó durante cuatro años antes de su debut.

## Carrera

### 2020-2023: Debut, estancia y salida de NCT
Sungchan se convirtió en miembro del grupo masculino surcoreano NCT el 20 de septiembre de 2020, cuando él y Shotaro fueron presentados formalmente como nuevas incorporaciones sorpresa al grupo junto con el anuncio del segundo álbum de larga duración de NCT, NCT 2020 Resonance Pt. 1 .  El álbum se lanzó oficialmente el 12 de octubre. El 9 de noviembre, SM Entertainment anunció que la segunda parte del álbum se lanzaría el 23 de noviembre. Para promocionar el lanzamiento, Sungchan hizo su debut en el escenario con NCT y su subunidad NCT U, interpretando el sencillo “90's Love”, que se lanzó el mismo día del lanzamiento del álbum.
El 18 de febrero de 2021, Sungchan fue anunciado oficialmente como nuevo presentador de Inkigayo, un popular programa de música semanal que se transmite en vivo en  SBS todos los domingos. Esto marcó un paso importante en su carrera, ampliando su presencia en los medios de comunicación surcoreanos. De marzo de 2021 a marzo de 2022, copresentó el programa junto a An Yu-jin del grupo femenino IVE y Jihoon del grupo masculino Treasure. Juntos, mostraron a los espectadores información como presentaciones en vivo, listas de éxitos musicales y segmentos especiales.
Sungchan participó en la gira SM Town Live 2022: SMCU Express durante agosto de 2022 junto con su compañero de NCT Shotaro. También apareció en Welcome to NCT Universe, un reality show que mostraba a Sungchan y Shotaro enseñando la historia y logros de NCT a los miembros de SM Rookies Seunghan, Eunseok y Shohei. La serie de diez episodios se emitió desde noviembre de 2022 hasta febrero de 2023 en TVING en Corea del Sur, así como en Nippon TV y Hulu en Japón.
Aunque inicialmente se esperaba que se uniera a la subunidad de NCT con base en Japón, Sungchan nunca se unió a una subunidad fija de NCT. El 24 de mayo de 2023, SM Entertainment anunció que Sungchan, junto con Shotaro, dejarían NCT. En el comunicado oficial, la agencia explicó que habían dejado NCT para unirse a un nuevo grupo masculino de la compañía, que debutaría a finales de 2023.

### 2023-presente: Riize

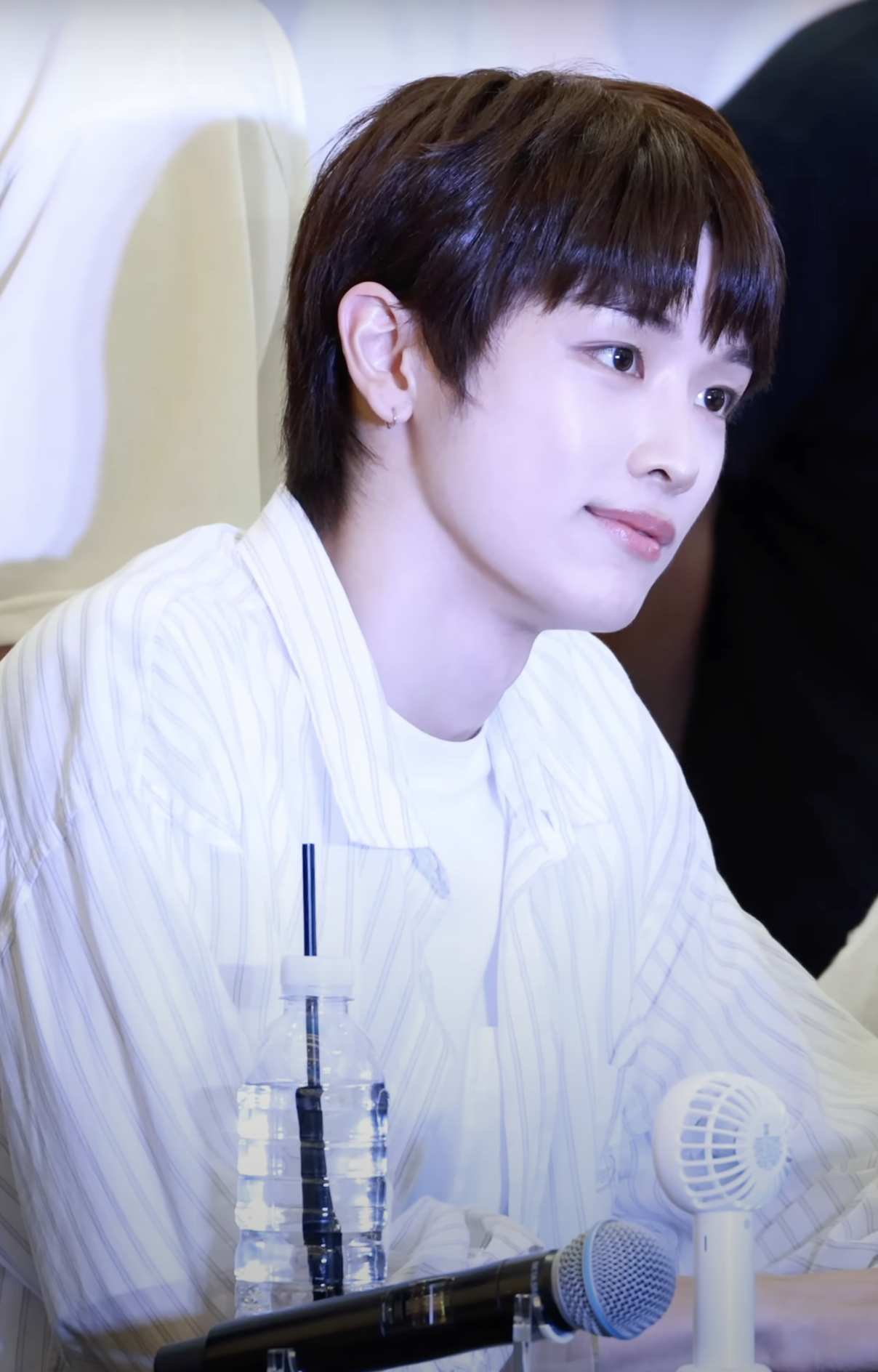
Sungchan en 2023

En julio de 2023, The Chosun Ilbo informó que el nuevo grupo maculino de SM se estaba preparando para su debut y que habían comenzado a filmar un video musical en Los Ángeles, lo cual fue confirmado posteriormente por SM en un comunicado. Sungchan fue presentado oficialmente como miembro de Riize el 1 de agosto de 2023, e hizo su primera aparición con el grupo en un video de presentación del sencillo Siren el 7 de agosto. Riize debutó oficialmente el 4 de septiembre con el álbum sencillo Get a Guitar, que vendió más de un millón de copias en su primera semana.

## Respaldos
Desde su debut, Sungchan ha aparecido en anuncios de varias marcas, centrándose en el cuidado de la piel y en la moda. En 2021, fue elegido como modelo de marca para las marcas de cuidado de la piel surcoreanas Dr.G y Round Around. Al año siguiente, fue modelo de la popular marca de ropa surcoreana SPAO, reconocida por sus estilos modernos y asequibles. También ha aparecido en reportajes fotográficos de varias revistas de moda como Allure Korea y Numéro Tokyo.

## Discografía

### Otras canciones en las listas
| Título                                                      | Año  | Posiciones más altas en los gráficos | Posiciones más altas en los gráficos | Álbum                            |
| Título                                                      | Año  | COR                                  | COR Down.                            | Álbum                            |
| ----------------------------------------------------------- | ---- | ------------------------------------ | ------------------------------------ | -------------------------------- |
| "Jet" (con Eunhyuk, Hyo, Taeyong, Jaemin, Winter y Giselle) | 2022 | —                                    | 108                                  | 2022 Winter SM Town: SMCU Palace |

## Videografía

### Apariciones en vídeos musicales
| Año  | Título        | Artista | Ref.   |
| ---- | ------------- | ------- | ------ |
| 2021 | "Free to Fly" | Kangta  | [ 24 ] |

## Filmografía

### Presentador
| Año       | Título   | Papel                | Nota(s)                                      | Ref.   |
| --------- | -------- | -------------------- | -------------------------------------------- | ------ |
| 2021-2022 | Inkigayo | Presentador          | con Jihoon y An Yu-jin                       | [ 7 ]  |
| 2023      | Inkigayo | Presentador especial | con Park Ji-hu y Woonhak el 17 de septiembre | [ 25 ] |
| 2023      | Inkigayo | Presentador especial | con Park Ji-hu y Woonhak el 5 de noviembre   | [ 26 ] |
| 2024      | Inkigayo | Presentador especial | con Park Ji-hu y Woonhak el 7 de enero       | [ 27 ] |

### Televisión
| Año  | Título                  | Papel               | Notas                                        | Ref.   |
| ---- | ----------------------- | ------------------- | -------------------------------------------- | ------ |
| 2020 | NCT World 2.0           | Miembro del reparto | Programa de variedades, transmitido por Mnet | [ 28 ] |
| 2022 | Welcome to NCT Universe | Miembro del reparto | Programa de variedades                       | [ 29 ] |